# 克拉斯尼扬斯基农村居民点 (库梅尔任斯卡亚区)
克拉斯尼扬斯基农村居民点（俄语：Краснянское сельское поселение）是俄罗斯联邦伏尔加格勒州库梅尔任斯卡亚区所属的一个农村居民点。其下辖有9个居民点，行政中心为克拉斯尼扬斯基。据2016年统计，该农村居民点的人口为1042人。